# Dalle funéraire de Jacques Thibault l'Aîné

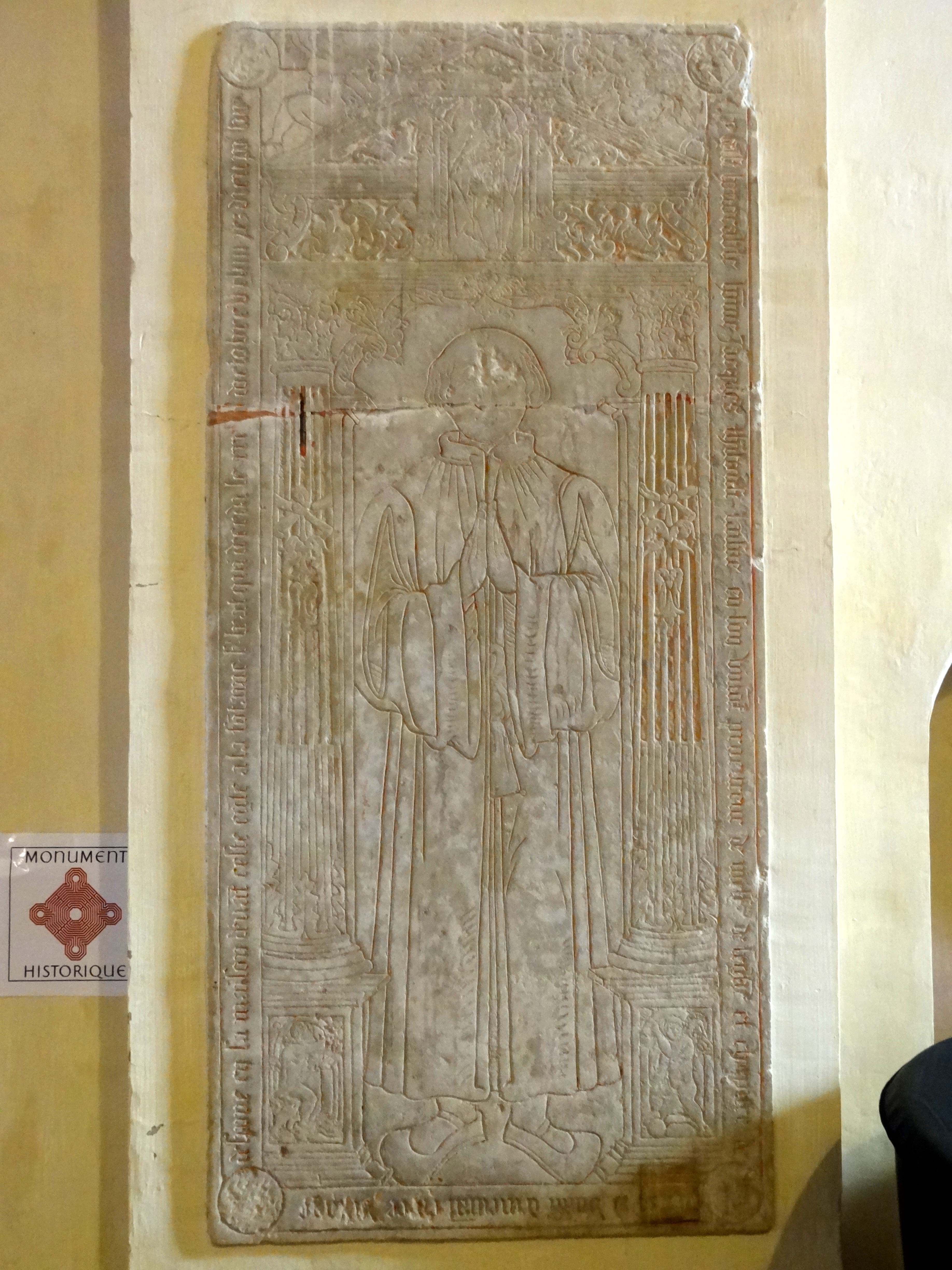
Dalle funéraire de Jacques Thiboust l'Aîné à Épône.

La dalle funéraire de Jacques Thiboust l'Aîné († 30 octobre 1545) dans l'église Saint-Béat à Épône, une commune du département des Yvelines dans la région Île-de-France en France, est une dalle funéraire du XVIe siècle. Elle a été classée monument historique au titre d'objet le 16 janvier 1905,,.
Cette dalle en calcaire représente l'effigie du procureur fiscal du chapitre Notre-Dame de Paris sous un dais d'architecture. Le défunt à sa maison devant l'église, à la fontaine Saint-Béat. Ses descendants prennent le nom de Thiboust « de la Fontaine ».